# Gustave de Ponton d'Amécourt
Pour les articles homonymes, voir Amécourt.
Gustave de Ponton d'Amécourt, né le 16 août 1825 à Paris et mort le 20 janvier 1888 à Trilport, est un inventeur, archéologue et numismate français.

## Biographie

### Origines familiales
Gustave de Ponton d'Amécourt est issu d'une famille d'ancienne bourgeoisie portant le patronyme Ponthon,. La filiation remonte à Augustin de Ponton (1736-1808), commissaire de la Marine puis inspecteur général des fermes du roi qui avait épousé en 1768 Louise Maille. Ses parents étaient Jean-Baptiste de Ponton et Louise Machet de La Martinière. Cette famille porte pour armes De sable à une fasce ondée d'argent.
Gustave de Ponton d'Amécourt est le fils d'Antoine de Ponton d'Amécourt, officier, et de Marie Élisabeth Madeleine Collette de Baudicour. Il épouse Anne-Marie Dumont de Signéville, fille de François Dumont de Signéville et de Victoire Haudos de Possesse.

### Numismatique
Érudit, ayant étudié les mathématiques, le sanskrit, le grec et le latin, numismate et archéologue, il fonde la Société française de numismatique et en devient le premier président en 1865. Parmi ses recherches on retient notamment ses études approfondies des monnaies mérovingiennes livrées à la Société historique et archéologique du Maine dont il fut membre. En 1857, il achète le trésor d'Imphy, la découverte d'une centaine de deniers carolingiens. En 1886, ses collections numismatiques sont mises en vente et en 1881 un lot de 1 131 monnaies mérovingiennes est acquis par le Cabinet des médailles de la Bibliothèque nationale de France.

### Aéronautique

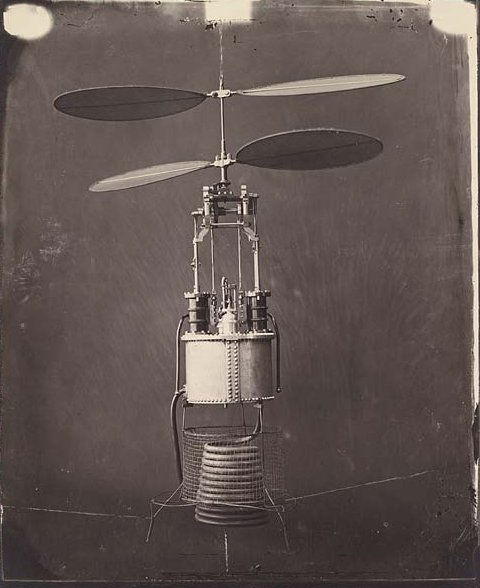
La chère hélice, photographiée par Nadar en 1863.

Il invente avec succès un des premiers prototypes d’hélicoptère en concevant sa « chère hélice » en 1861, avec son ami Gabriel de La Landelle, un petit prototype expérimental d'aérostat « plus lourd que l'air » à rotor contrarotatif à deux hélices aériennes coaxiales, et moteur à vapeur bicylindre, (dont la chaudière fut une des premières utilisations de l'aluminium) inspirés entre autres de la vis aérienne et de l’ornithoptère des manuscrits de l'Institut de Léonard de Vinci, des années 1480, du bambou-coptère chinois du IVe siècle, et de leurs premiers prototypes d'études d'hélice aérienne, les « spiralifères ».
Il invente alors le mot « hélicoptère », à partir du grec ancien έλιξ, έλικος ou helix (« spirale », « hélice ») et πτερὸν ou pteron (« aile »). Ce terme est apparu pour la première fois le 3 août 1861 dans une demande de brevet au Royaume-Uni, puis le 16 avril 1862 dans un certificat d'addition au brevet 49.077 initialement déposé le 3 avril 1861 en France ne mentionnant que le terme « aéronef ». Par analogie avec le mot navigation, il a créé également avec Gabriel de La Landelle, le mot aviation, « dérivé du verbe avier, synonyme de voler dans les airs. »

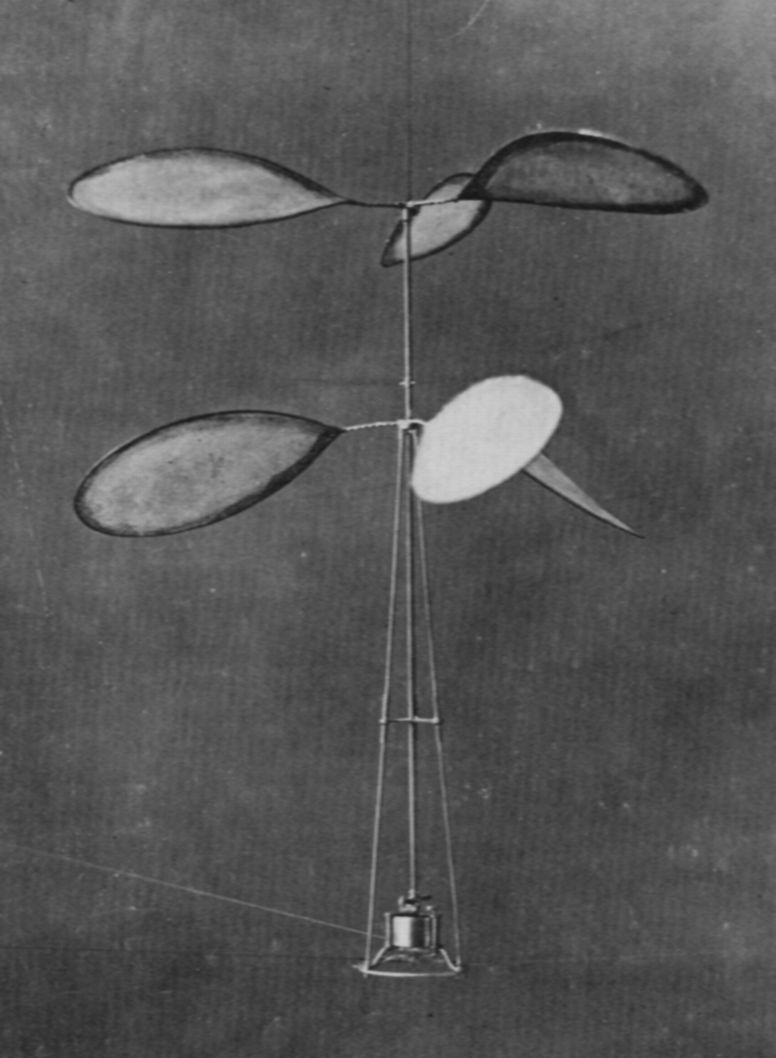
Prototypes d'hélices aériennes spiralifères.
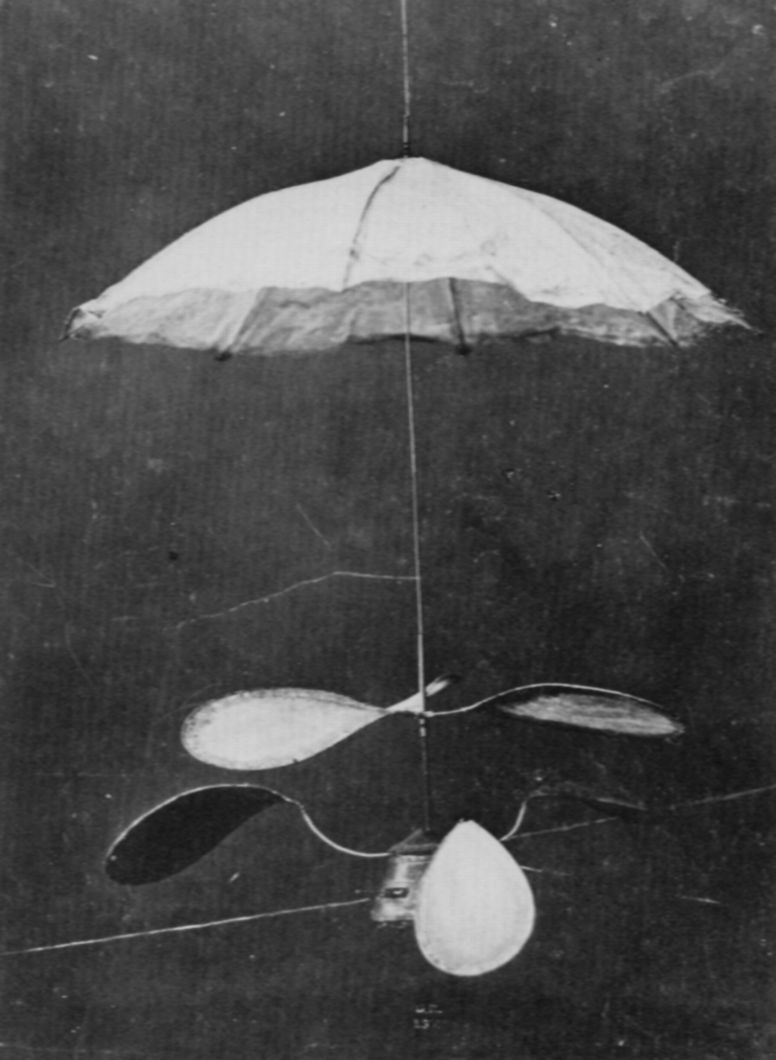
Prototypes d'hélices spiralifères à parachute.
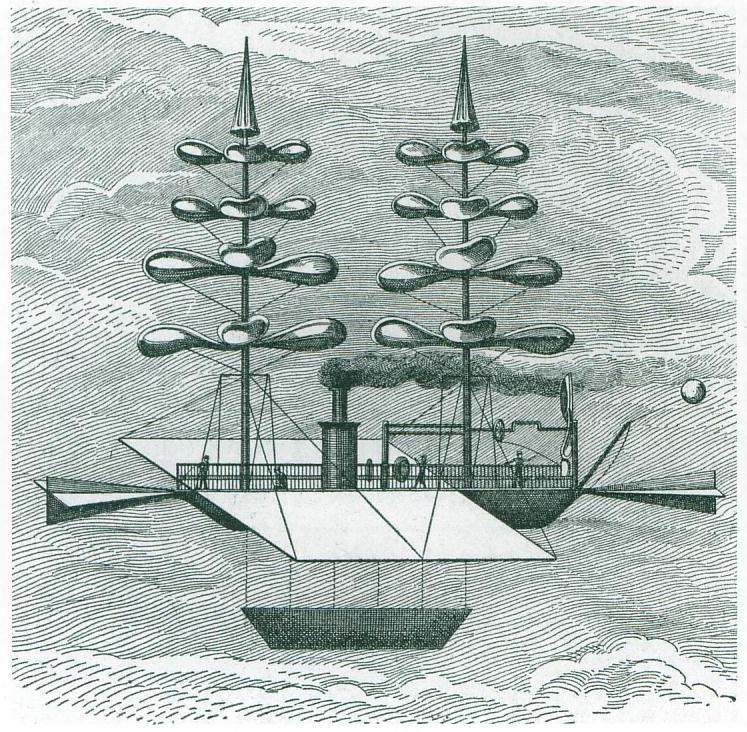
Navire hélicoptère imaginaire de Guillaume Joseph Gabriel de La Landelle (1863).
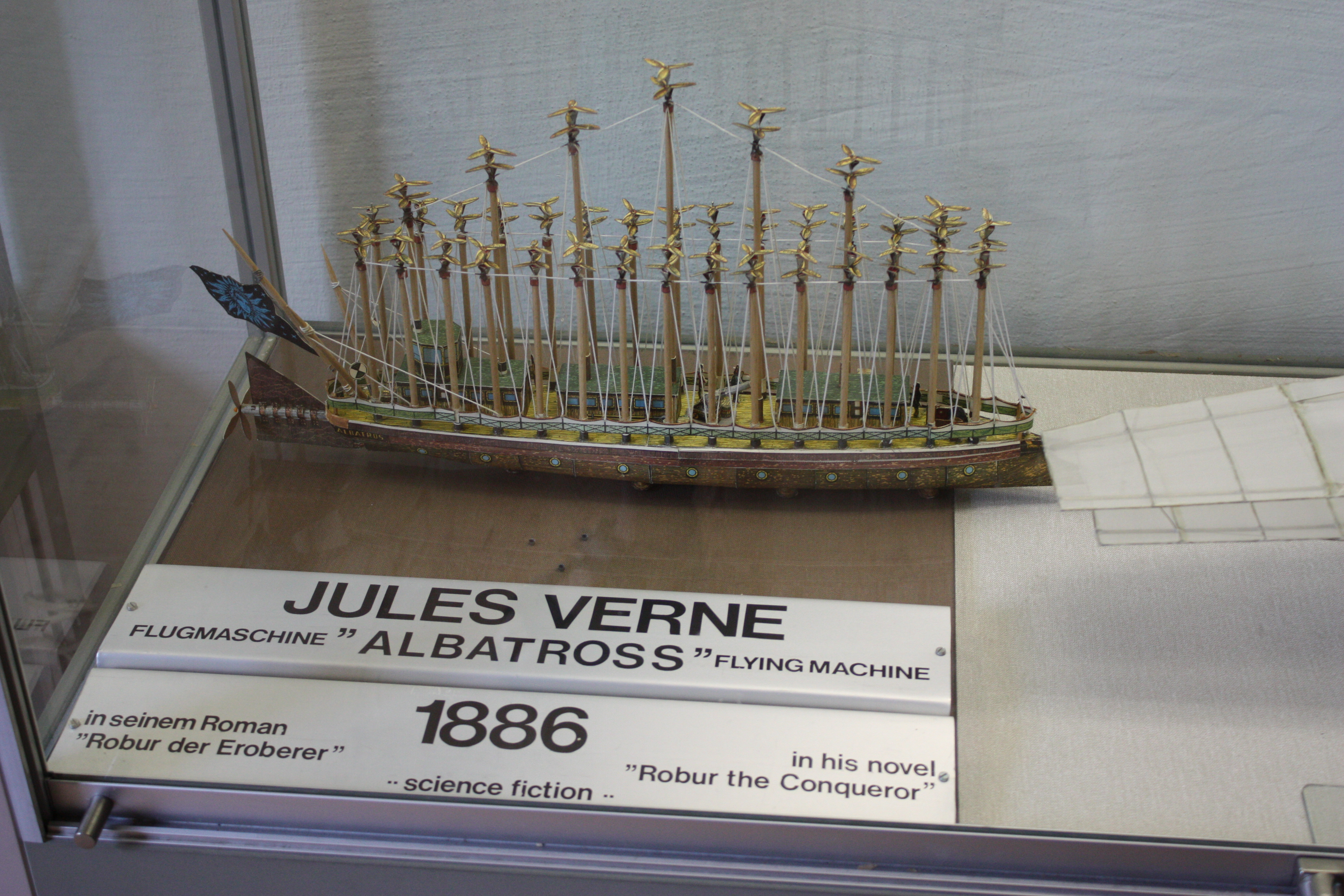
L'Albatros, navire volant imaginaire du roman de science-fiction Robur-le-Conquérant, de Jules Verne (1886).

L'appareil est photographié par leur ami Nadar en 1863 (pionnier de la photographie aérienne en 1858). Ils fondent alors ensemble la société d'encouragement de la locomotion aérienne au moyen du plus lourd que l'air, à Paris, en 1863, avec leur célèbre ami romancier-visionnaire Jules Verne, qui s'inspire de cette invention pour créer le navire volant imaginaire albatros de 30 m de long, pour 37 mâts, propulsé par 74 doubles hélices à moteurs électriques et deux moteurs électriques à hélice avant et arrière, pour son roman de science-fiction Robur-le-Conquérant de 1886, (suivi de Maître du monde de 1904). La chère hélice, contribuera au progrès de la propulsion des aéronefs à venir.

## Distinctions
- Chevalier de la Légion d'honneur (15 aout 1868)[13]
- Chevalier de l'ordre de Saint-Grégoire-le-Grand (Vatican)
- Chevalier de l'ordre du Christ (Portugal)

### Hommage
Une stèle commémorative est érigée dans le parc de la commune de Trilport près de Paris, dont il a été le maire de 1855 à 1876.